# محمد الجلواح
محمد طاهر حسين الجلواح شاعر وكاتب سعودي من الأحساء، ولد في بلدة الــقــارَة، بواحة الأحساء شرق المملكة العربية السعودية عام 1375هـ / 1955م. متقاعد من شركة الاتصالات السعودية عام 1423 هـ، 2002م. وهو عضو مُؤَسِّـس في مجلس إدارة نادي الأحساء الأدبي، والمسؤول الإداري في المجلس التأسيسي للنادي.كما انه عضو مجلس إدارة نادي الأحساء الأدبي، والمسؤول الإداري للمرة الثانية.

## إصداراته
ـ أصدر صحيفة (الهدف) الحائطية الشهرية سنة 1398 هـ ، 1978م، وهي صحيفة ثقافية فنية رياضية منوعة وجريئة تصدر من اللجنة الثقافية لنادي القارة الرياضي بالأحساء وتوقفت بعد العدد 26 .
ـ أما كتبه الشعرية والنثرية فهي:
1. (ترانيم قروية) .. ديوان شعر باللهجة العامية عام 1410 هـ - 1990 م من إصداراته.
2. (مسارات) مجموعة مقالات في الأدب والفن والحياة في عام 1414هـ، 1994 م ، من إصداراته.
3. (بـوح) ديوان شعر بالفصحى: 1424 هـ ــ 2003 م ، ط 1، من إصدارات نادي المنطقة الشرقية الأدبي.
4. (فضاءات / ج 1) حروف منثورة مقالات أدبية متنوعة.. 1430هـ - 2009م، دار الكفاح ـ السعودية.
5. (نـزف) ديوان شعر.. 1430هـ - 2009م، دار الكفاح ـ السعودية.
6. (الطاهرون) ديوان شعر ، 1433هـ ، 2012 م.
7. (فضاءات /ج 2 ) مقالات أدبية متنوعة 1434هـ ، 2013 م، دار الشرقية للطباعة والنشر.
8. (قوارير) ديوان شعر ، من إصدارات نادي الطائف الأدبي 1434 هـ ، 2013 م.[3]
9. (دخـان اليأس) شرح وتعليق وطباعة ديوان الشاعر الجزائري مبارك جلواح من إصدارات نادي نجران الأدبي، ط ، 1436هـ ، 2015 م
10. (نخيل) .. ديوان شعر ، دار السكرية للنشر ـ القاهرة. 1439 هـ ، 2018 م
11. (زوارق) .. مقالات في الثقافة والأدب والسيرة والذكريات وصور من الحياة المعاصرة ، منتدى النورس الثقافي الدولي بالقطيف 1439 هـ ، 2018 م
12. (حـكـوكة) قصائد بالعامية، ويتضمن قصيدة (الملحمة الشعبية) التي ترصد بعض صور حياة ما قبيل النفط في إحدى قرى الأحساء ، دار أطياف للنشر والتوزيع ، القطيف 1439 هـ ، 2018 م
13. (الكويت .. الجارة الحلوة)، كتاب وثائقي كبير،ط1،1444هـ، 2022م
14. (مشاعر كربلائية).. كراسة تتضمن نصوص شعرية لوالدي الحاج الملا طاهر بن حسين الجلواح،وشرحها، وتعليق عليها ، ط1، 1444هـ، 2022م
15. (ديوان اليونسكو) ملحمة شعرية ومعرفية لأيام (مختارة) من ايام اليونسكو العالمية..صدر عن نادي ابها الأدبي 1444هـ، 2022م

## ترجمته في الكتب والموسوعات والمعاجم والقواميس
1. كتاب الأحساء أدبها وأدباؤها المعاصرون للأستاذ: عبد الله الشباط / الدار الوطنية الجديدة للنشر والتوزيع ط 1، سنة الطباعة غير مذكورة، الـخــُـبَـر/ السعودية، ص 182
2. معجم البابطين للشعراء العرب المعاصرين، مؤسسة جائزة عبد العزيز سعود البابطين للإبداع الشعري ط 1: 1995 م، ج 4، ص 192 و ط 2 : 2002 م.. الكويت، ج 7 ، ص 386
3. موسوعة شعراء العرب، إعداد د. يحيى شامي, ط1/ 1995 م بيروت / لبنان، ج 3، ص 277
4. موسوعة أعلام الخليج للأستاذ: عبد الله محمد الشمري، دار الراوي ط2 ،1421 هـ، 2000 م الدمام / السعودية، ص 288
5. معجم الأدباء ـ ج: 5، تأليف: كامل سليمان الجبوري، منشورات محمد علي بيضون، دار الكتب الأهلية، بيروت لبنان، ط1، 1424هـ، 2002 م.
6. معجم الشعراء ـ ج: 5، تأليف: كامل سليمان الجبوري، منشورات محمد علي بيضون، دار الكتب الأهلية، بيروت لبنان، ط1 ، 1424هـ، 2002 م.
7. كتاب الأحساء/ سلسلة (هذه بلادنا)، تأليف: عبد الله المطلق من إصدارات الرئاسة العامة لرعاية الشباب ط 1 / 1424 هـ، 2004 م/ الرياض..السعودية. ص 223
8. معجم الأدباء الإسلاميين المعاصرين ط 2، 2004م، عَــمـّـان، الأردن، ج3، ص 1085
9. معجم الشعراء منذ بدء عصر النهضة، د. أميل يعقوب ط1 2004م بيروت /لبنان، ج3، ص 1021
10. كتاب قصائد مختارة من روائع الغزل عند الشعراء الخليجيين/ محمد بركات، الدار العربية للعلوم ط 1 2004 م بيروت / لبنان، ص 91
11. قاموس دليل الأدباء لدول مجلس التعاون الخليجي.. الأمانة العامة لدول مجلس التعاون الخليجي، ط1 ، الرياض 1429 هـ، 2008 م، ص 146
12. كتاب الإثنينية (46): المنتديات والأندية الأدبية في المملكة العربية السعودية، الناشر عبد المقصود خوجة ـ ط 1/ 1430 هـ، 2009 م جدة/ السعودية. ص 470
13. معجم شعراء الأحساء المعاصرين / نادي الأحساء الأدبي، ط1، 1431هـ، 2010 م. ص 74
14. كتاب مختارات من الأدب السعودي/ وزارة الثقافة والإعلام ط 1 ، الرياض 1432 هـ، 2011م.، ج2، ص 1363
15. معجم شعراء منتدى الينابيع الهَجَـرية، منتدى الينابيع الهجرية بالأحساء، إعداد: ناجي بن داوود الحرز، ط1، 1434هـ، 2013 م، ص 91
16. شعرية الوطن، ونشيد الشعراء، إعداد: د. يوسف العارف، نادي الباحة الأدبي ط1 ، 1434هـ، 2013 م، ص 143
17. قاموس الأدب والأدباء في المملكة العربية السعودية، دارة الملك عبد العزيز، ط1 ، 1435هـ، 2014 م، ج1، ص 246
18. كتاب: التجربة الشعرية بالمملكة العربية السعودية، شهادات ونصوص، إعداد وتحرير: خالد بن أحمد اليوسف، طباعة ونشر: كرسي الأدب السعودي بجامعة الملك سعود بالرياض ط1 ، 1435هـ، 2014 م، ص 339
19. ماضي القارَة وحاضرها، تأليف: أحمد معتوق العيثان، دار المحجة البيضاء ط1 ، 1436هـ، 2014 م، ج 1، ص 479

## مساهماته وإنجازاته
1. كَـتَبَ القصيدة الشعبية لفترة زمنية معينة، واختار منها مجموعة أصدرها في أول ديوان شعر له ثم توقف عن كتابتها.
2. كَـتَبَ القصيدة الفصيحة العمودية وقصيدة التفعيلة.
3. كَـتَبَ ونـَشـَر مئات القصائد، والموضوعات مختلفة الأغراض في الصحف السعودية والخليجية والعربية على مدى أكثر من 40 عاما، ففي المطبوعات السعودية كَتـَبَ في جريدة (اليوم)، و(الرياض) و(القافلة الأسبوعية) التي تصدرها شركة أرامكو السعودية، و(الجزيرة) و(البلاد) و(المدينة/ملحق الأربعاء) و(الوطن) ومجلة (القافلة) و(الفيصل) و(الحرس الوطني) و(الخفجي) و(اليمامة) و(الشرق) و(اقرأ) و(الدفاع) و(الثقافية) التي كانت تصدر من الملحقية الثقافية السعودية بلندن، و(الواحة/ توقفت عند العدد 66)،و(السياحة والبيئة/توقفت عند العدد (21 ،وفصليات الأندية الأدبية كـ(المُشـَقـَّر) لأدبي الأحساء، و(وج) لأدبي الطائف، و(عبقر) لأدبي جدة، وغيرها كثير.
4. كَتـَبَ في الصحف والمجلات الكويتية كـصحيفة (الرأي العام) و(الأنباء)و(القـَبَس) و(الوطن)و(الهَدَف) و(السياسة)،ومجلة (النهضة) و(مرآة الأمة)و(الغدير) و(المُخـْتـَلِف) و(الحَدَث) و(مجلة الكويت) و(العربي) وبخاصة الصفحة الأخيرة منها لثمان مرات، وكذلك الصحف القـَطـَرية كصحيفة (الشرق)، و(الوطن) ومجلة (الدوحة). ومجلة (دبي الثقافية)، ومجلة (الضاد) السورية، وغيرها كثير من المطبوعات العربية الأخرى، إلى جانب الأبحاث الأدبية والقراءات الانطباعية وأدب الرحلات.
5. كَـتَـبَ عددا من الزوايا الصحفية الأسبوعية والشهرية الثابتة والمُـتَـغـَيِّرة لسنوات ومرات عديدة في بعض الصحف والمجلات السعودية، كمجلة (اليمامة/قلم وحبر)وصحيفة (اليوم/(مسارات) و(الرياض/غرابيل) و( الجزيرة/ سماء ونجوم) و(الاقتصادية/غرس) وصحيفة (الشرق القطرية/ لمحة) وغيرها.
6. كَـتَبَ صفحة شهرية عنوانها (فضاءات ) في (المجلة العربية) السعودية، لمدة 11 عاما، في الفترة من 1416 هـ 1996 م، حتى 1427 /2006 م.
7. ساهم في إعداد وتحرير موسوعة ( معجم البابطين للشعراء العرب المعاصرين الصادر في طبعاته الثلاثة الصادرة في: ط1995 :1م، ط2002 :2م، ط2014 :3م ) بالكويت. وموسوعة(معجم البابطين لشعراء العربية في القرنين التاسع عشر والعشرين، ط1: 2008 م) الصادر في دولة الكويت.
8. شارك في كثير من الأمسيات الشعرية، والمهرجانات والمؤتمرات والملتقيات والندوات الثقافية والأدبية والفكرية الرسمية، والأهلية.. بدعوة رسمية من إداراتها داخل وخارج المملكة من بينها: مهرجان الجنادرية بالرياض، وأمسيات معرض الكتاب الدولي بالرياض لعدة سنوات ودورات مؤسسة البابطين الثقافية في مدن عربية وأجنبية مختلفة، ومهرجانات الأندية الأدبية بالمملكة، ورابطة الأدباء بالكويت، والمجلس الوطني للثقافة والفنون والآداب بالكويت، ودائرة الثقافة والعلوم بالشارقة وأبوظبي ودبي، وصالون سعيدة بنت خاطر الفارسي بمسقط في سلطنة عـُمان، ومهرجانات تونس الشعرية، ومن بينها (صفاقس عاصمة الثقافة العربية 2016م) و(بيت الشعر) بالقيروان 2017 م، ومهرجانات الجزائر العديدة ومنها فعاليات(قــُسَـنـْطِـينـَة عاصمة الثقافة العربية للعام الميلادي2015 )، وملتقى الأيام العربية الأفريقية بالسودان، ومهرجانات كثيرة في القاهرة، و كذلك في المغرب، وأبرزها مهرجان أصيلة الشهير، وغيرها كثير
9. ساهم في إعداد وتحرير موسوعة (معجم البابطين لشعراء العربية في القرنين التاسع عشر والعشرين) الصادر في دولة الكويت / 2008 م
10. قام نادي القارة بتكريمه في عام 1419هـ - 1999م.
11. قام بإعداد وتقديم البرنامج الثقافي الأدبي (نخلة وزورق ) في القناة الثقافية السعودية خلال عام 1434 هـ - 2013 م
12. تم اختياره من قبل وزير الثقافة والإعلام السعودي الدكتور عواد العواد عضوا في لجنة مراجعة وتعديل لائحة الأندية الأدبية بالمملكة العربية السعودية ضمن ثمانية أعضاء على مستوى المملكة، وذلك في شهر رمضان المبارك 1438هـ، وهو الوحيد في هذه اللجنة من المنطقة الشرقية.
13. قام نادي القارة الرياضي بتكريمه في عام 1419هـ،1999م
14. قام ملتقى ابن المقرب الأدبي بالدمام بتكريمه عام 1435 هـ ، 2014 م
15. شارك في تأسيس وعضوية عدد من المؤسسات والجهات الاجتماعية والثقافية ببلدة القارة ـ مسقط رأسه ـ بالأحساء، أبرزها:
16. جمعية المواساة الخيرية، ولجنة الزواج الجماعي، ولجنة التنمية الاجتماعية المحلية، وناي القارة الرياضي.
17. قام بإعداد وتقديم 39 حلقة من برنامج ثقافي منوع أَسْـماهُ (نخلة و زَوْرَق) في القناة الثقافية السعودية خلال عام 1434 هـ ، 2013 م ، بدعوة رسمية من إدارة القناة المذكورة.
18. كتب مقالا أسبوعيا  في جريدة اليوم للمرة الثانية لمدة 3 سنوات ،ابتداء من شهر ذي الحجة 1434هـ ، أكتوبر 2013 م، حتى شهر ربيع الأول 1438 هـ ، ديسمبر /2016م.

## عضويته
إلى جانب عضويته في مجلس إدارة نادي الأحساء الأدبي فقد كان عضوا سابقا في كل من:
1. نادي القارة الرياضي بالأحساء..
2. جمعية الثقافة والفنون بالأحساء.. ومؤسس مكتبتها.
3. نادي المنطقة الشرقية الأدبي بالدمام.
4. هيئة الصحفيين السعوديين بالرياض.
5. نادي دبي للصحافة.
6. عضو اتـّحاد الكـُـتّـاب السياحيين العرب، واتحاد الكتاب السياحيين الدولي.
7. مندوب (مؤسسة جائزة عبد العزيز سعود البابطين للإبداع الشعري) في المنطقة الشرقية لمدة خمس سنوات.
8. اختير من قبل وزير الثقافة والإعلام السعودي الدكتور عواد العواد عضوا في لجنة مراجعة وتعديل لائحة الأندية الأدبية بالمملكة العربية السعودية ضمن ثمانية أعضاء على مستوى المملكة، وذلك في شهر رمضان المبارك 1438 هـ ، يونيو 2017م وهو الوحيد في هذه اللجنة من المنطقة الشرقية.

## كتب عنه
كتب عن مؤلفاته ودواوينه وأعماله الإبداعية عدد من الأدباء والكـُتاب من داخل وخارج المملكة، منهم:
1. الشاعر مبارك بو بشيت ـ جريدة اليوم السعودية ، في أعداد وتواريخ مختلفة
2. د. إبراهيم الشمسان ـ جريدة الجزيرة ـ ملحق المجلة الثقافية، وكتابه:شهادات ومتابعات، الرياض ط1 ، 1436هـ ، 2015 م، ص 60
3. أ. سليمان الشراري (رحمه الله) ـ جريدة الرياض + الجزيرة، في أعداد وتواريخ مختلفة
4. أ. عبد الله القنبر (رحمه الله) ـ جريدة المدينة ، ملحق الأربعاء، في أعداد وتواريخ مختلفة
5. أ. د. فوزي خضر. شاعر وباحث مصري. المجلة الثقافية. جريدة الجزيرة.
6. الأديب السعودي حمد القاضي رئيس تحرير المجلة العربية السابق، وعضو مجلس الشورى السعودي سابقا ـ جريدة الجزيرة
7. الشاعر والأديب السعودي أحمد الصالح (مسافر).
8. الشاعر والأديب السعودي سعد البواردي.. في كتابه المتسلسل (داخل صومعة الفكر) ج:2 ، ص 191 عن ديوان (بـَـوْح) ، والجزء 5 ص 127 ، عن ديوان (نزف)

## الأدب الشعري
الجزائر - الجزائر العاصمة..
الجمعة 7/ صفر/1439هـ ،
27 /أكتوبر/2017 م
قالت له: تـَعَـطـّـرتُ من عطركَ حينما أردتُ ان أذهبَ إلى الأمسية الثقافية.. فكتب لها:

## أدبيات
- مقالات الشاعر في جريدة اليوم
- حلقات البرنامج الثقافي نخله و زورق الذي قام بتقديمه الشاعر